# Muscicapa sibirica
A Muscicapa sibirica a madarak (Aves) osztályának verébalakúak (Passeriformes) rendjébe, ezen belül a légykapófélék (Muscicapidae) családjába tartozó faj.

## Rendszerezése
A fajt Johann Friedrich Gmelin német természettudós írta le 1789-ben.

## Alfajai
- Muscicapa sibirica cacabata T. E. Penard, 1919 - a Himalája keleti része és Délkelet-Tibet
- Muscicapa sibirica gulmergi (E. C. S. Baker, 1923) Afganisztántól Kasmírig
- Muscicapa sibirica rothschildi (E. C. S. Baker, 1923) - Nyugat-Kína és Mianmar
- Muscicapa sibirica sibirica Gmelin, 1789[2] - Délkelet-Szibéria, Mongólia, Északkelet-Kína, Észak-Korea, Dél-Korea és Japán (Hokkaidó és Honsú északi része)

## Előfordulása
Afganisztán, Dél-Korea, Észak-Korea, Kína, India, Japán, Kazahsztán, Mianmar, Nepál, Pakisztán és Oroszország területén fészkel.
Telelőterületébe beletartozik Északkelet-India, Banglades, Dél-Kína, Tajvan, Thaiföld, Kambodzsa, Laosz, Vietnám, Malajzia, Szingapúr, Indonézia szigetei közül Szumátra, Jáva, Borneó (itt mindhárom ország Indonézia, Malajzia és Brunei területe) valamint a Fülöp-szigetek (Palawan és Culion).
Mint ritka kóborló eljutott már az Amerikai Egyesült Államok (csak Alaszka), Izland és Bermuda területére is.
Természetes élőhelyei a trópusi és szubtrópusi hegyvidéki esőerdők, mérsékelt övi erdők és tűlevelű erdők, valamint magaslati cserjések. Vonuló faj.

## Megjelenése
Testhossza 13–14 centiméter, testtömege 8,5–12 gramm.

## Életmódja
Valószínűleg gerinctelenekkel táplálkozik.

## Természetvédelmi helyzete
Az elterjedési területe rendkívül nagy, egyedszáma pedig stabil. A Természetvédelmi Világszövetség Vörös listáján nem fenyegetett fajként szerepel.